# Johann Peter von Ingenhaeff
Johan Peter Ingenhaeff (Ingenhaven) (død februar 1717) var en tysk-dansk officer, generalmajor under Store Nordiske Krig og fader til Christopher Frederik Ingenhaeff.
Ingenhaeff hørte til en westfalsk adelsslægt, som dog skal være kommet her ind over
Lifland. 1683 trådte han i dansk tjeneste som premierløjtnant ved Passows nyhvervede regiment og kom ved dettes opløsning 1684 til Fodgarden. Han stod 1689-98 ved den bataljon, der kæmpede i Irland og Flandern, blev 1692 kaptajn og 1695 major. Ved landmilitsens oprettelse 1701 udnævntes han til oberst og chef for Ribe Stifts Regiment, hvor han snart vandt kongens særlige tilfredshed ved den dygtighed, hvormed han indeksercerede sine folk, ligesom han også optrådte med energi for at skaffe regimentet brugbart mandskab. 1710 udnævntes han til chef for jyske hvervede Regiment samt til brigader, 1711 til generalmajor. Samme år blev hans regiment anvendt til pestkordon omkring Helsingør, og Ingenhaeff optrådte her med sædvanlig omsigt og handlekraft.
I de følgende 5 år deltog han i krigen i Nordtyskland, hans regiment derimod først fra 1715, hvorefter det udmærkede sig ved Stralsund, på Rygen og ved Wismar. Da der 1716 påtænktes en landgang i Skåne, blev Ingenhaeff og hans regiment førte over til Sjælland, ved hvilken lejlighed Poul Vendelbo Løvenørn, der som generaladjudant ledede transporten, nævner, at han aldrig har set et regiment med så mange kvinder og så stort tros. Allerede i februar 1717 afgik Ingenhaeff ved døden og blev begravet i Egtved Kirke ved Kolding, i hvilken egn han ejede noget gods.
Han var gift med Øllegaard f. Rantzau, datter af oberst Christopher Frederik Rantzau af linjen Tralau. De havde foruden sønnen Christopher Frederik Ingenhaeff 2 døtre, den ene gift med feltmarskal Michael Numsen, den anden med generalmajor Niels Rosenkrantz Schack til Sneumgård ved Ribe. Her levede fru Øllegaard siden som opdragerinde for sin forældreløse dattersøn, den senere statsminister Joachim Otto Schack-Rathlou. Hun døde 2. januar 1759.